# Ivo Đurović
Ivo Đurović, črnogorski general, * 1865, Dupilo, † 1918.
Đurović je vojaško akademijo končal leta 1886 v Italiji. Leta 1901 je postal poveljnik Riječko - crmničke brigade. Brigadirski čin je dobil leta 1908. Kasneje je bil poveljnik Druge brigade in hkrati upravitelj Primorsko -crmničke oblasti. 1. septembra 1910 je postal minister za obrambo, na položaju pa je ostal do 19. julija 1911. Med balkansko vojno je bil poveljnik Prve divizije, ki je bila v sestavu Primorskega odreda. V prvi svetovni vojni je bil poveljnik Prve divizije, ki je bila v sestavu Lovćenskega odreda. Med Avstroogsko okupacijo je bil Ivo Đurović interniran. Umrl je leta 1918 v madžarskem taborišču.